# 24. април
24. април (24.04) је 114. дан у години по грегоријанском календару (115. у преступној години). До краја године има још 251 дан.

## Догађаји
- 1792 — Француски капетан Клод Жозеф Руже де Лил компоновао је "Марсељезу", која је касније постала химна Француске.
- 1877 — Русија објавила рат Отоманској империји.
- 1898 — Шпанија објавила рат САД као одговор на ултиматум америчке администрације да се шпанска власт повуче са Кубе.
- 1916 — У Даблину почео антибритански устанак за независну Ирску Републику. Британске трупе угушиле су устанак за шест дана.
- 1945 — Ослобођена Босанска Градишка у Другом светском рату
- 1950 — Формирана држава Јордан спајањем краљевине Трансјорданија и Палестине под јорданском окупацијом.
- 1967 — У Београду је отворена прва дискотека у Југославији и једна од првих у Европи.
- 1970 — Кина је лансирала први вештачки сателит.
- 1975 — Троје људи погинуло у нападу немачке терористичке групе Бадер-Мајнхоф на амбасаду Немачке у Стокхолму.
- 1987 — Слободан Милошевић, тадашњи председник Председништва Савеза комуниста Србије, посетио је Косово Поље и дао подршку Србима са Косова који су се жалили на све агресивнији национализам косовских Албанаца. Та подршка, симболично изражена реченицом "Нико не сме да вас бије", означила је почетак српског популистичког таласа на чијем ће челу у наредних 13 година бити Слободан Милошевић.
- 1991 — Влада Јужне Африке саопштила да је постигла договор с Афричким националним конгресом Нелсона Манделе да до 30. априла 1991. ослободи све политичке затворенике.
- 1992 — Герилски лидери у Авганистану договорили су се да Савет од 50 чланова преузме власт после рушења комунистичког режима Наџибулаха.
- 1996 —
  - Палестински парламент у избеглиштву је из повеље Палестинске ослободилачке организације избацио одредбу о уништењу Израела.
  - У Пекингу, председници Русије и Кине Борис Јељцин и Ђанг Цемин договорили су се о новим односима две земље.
- 2003 —
  - Министарство унутрашњих послова Србије поднело је Окружном тужилаштву у Београду кривичну пријаву против бившег председника Југославије Слободана Милошевића и још осам лица осумњичених за умешаност у убиство бившег председника Председништва Србије Ивана Стамболића.
  - Јужноафрички суд осудио је хероину антиапартхејда Вини Мадикизела-Мандела, бившу супругу некадашњег председника Нелсона Манделе, на шест година затвора због преваре и крађе. Након жалбе казна јој је смањена на три и по године затвора.
- 2004 —
  - Папа Јован Павле Други поставио је једну опатицу на одговорну позицију у Римокатоличкој цркви, треће место у конгрегацији која руководи верским редовима. То је највише место које је једна опатица икада заузела у администрацији Римокатоличке цркве.
  - САД су ублажиле економске санкције Либији, пошто је напустила програм производње оружја за масовно уништење. Санкције су биле на снази од 1986. године.
  - Кипарски Грци су двотрећинском већином на референдуму одбили уједињење са кипарским Турцима и тиме спречили да цео Кипар уђе у Европску унију.
- 2013 — 1.129 особа је погинуло, а око 2.500 је повређено у урушавању зграде у месту Савар у Бангладешу.
- 2016. — На ванредним парламентарним изборима у Србији владајућа Српска напредна странка освојила убедљиву већину посланичких места.
- 2021. — Амерички председник Џо Бајден потписао указ о признавању масовних злочина над Јерменима 1915. у Османлијском царству као геноцид.

## Рођења
- 1856 — Филип Петен, француски војсковођа и политичар. (прем. 1951)
- 1929 — Андре Даригад, француски бициклиста.
- 1934 — Ширли Маклејн, америчка глумица, певачица, плесачица и списатељица.
- 1941 — Ричард Холбрук, амерички дипломата. (прем. 2010)
- 1942 — Барбра Страјсенд, америчка певачица, глумица, редитељка, сценаристкиња и продуценткиња.
- 1943 — Душан Анђић, српски књижевник, редитељ и сценариста. (прем. 2018)
- 1953 — Ерик Богосијан, амерички глумац, драматург, сценариста и продуцент.
- 1962 — Стјуарт Пирс, енглески фудбалер и фудбалски тренер.
- 1964 — Џимон Хансу, бенинско-амерички глумац.
- 1966 — Алесандро Костакурта, италијански фудбалер и фудбалски тренер.
- 1967 — Дино Рађа, хрватски кошаркаш.[1]
- 1968 — Ејдан Гилен, ирски глумац.
- 1971 — Ђорђе Ђурић, српски одбојкаш.
- 1975 — Дејан Савић, српски ватерполиста и ватерполо тренер.
- 1976 — Ненад Чанак, српски кошаркаш и кошаркашки тренер.
- 1977 — Вања Милачић, српска глумица.
- 1981 — Андрија Делибашић, црногорски фудбалски тренер и фудбалер. (прем. 2025)
- 1981 — Тејлор Дент, амерички тенисер.
- 1982 — Кели Кларксон, америчка музичарка.
- 1982 — Бојан Миладиновић, српски фудбалер.
- 1986 — Горан Гогић, српски фудбалер. (прем. 2015)
- 1987 — Јан Вертонген, белгијски фудбалер.
- 1988 — Алексис Форд, америчка порнографска глумица.
- 1988 — Горан Церовић, црногорски бициклиста.
- 1990 — Јан Весели, чешки кошаркаш.
- 1990 — Квабс, енглески музичар.
- 1992 — Џо Кири, амерички глумац и музичар.
- 1993 — Еш, америчка музичарка.
- 1995 — Синиша Саничанин, босанскохерцеговачки фудбалер.
- 1996 — Ешли Барти, аустралијска тенисерка.
- 2003 — Никола Станковић, српски фудбалер.
- 2006 — Урош Сремчевић, српски фудбалер.

## Смрти
- 1731 — Данијел Дефо, енглески писац (рођ. 1660)
- 1908 — Валтазар Богишић, правник и историчар (рођ. 1834)
- 1960 — Макс фон Лауе, немачки физичар
- 1967 — Владимир Комаров, совјетски космонаут
- 1967 — Ида Прести, француска гитаристкиња класичне музике. (рођ. 1924)
- 1986 — Волис Симпсон, војвоткиња од Виндзора
- 2002 — Виктор Ф. Вајскопф, аустријско-амерички физичар, један од проналазача атомске бомбе
- 2012 — Персида В. Шујица рођ. Милачић, српска списатељица и професор књижевности, идејни творац споменика ћирилици "Свако слово споменик", оснивач Књижевног друштва просветних радника Србије и Књижевног клуба "Милутин Бојић"

## Празници и дани сећања
- Српска православна црква слави:
  - Свештеномученика Антипу - епископа Пергамског, у Азији
  - Свете мученике Прокеса и Мартинијана